# 绥东铁路
绥东铁路，也称东宁地方铁路，位于黑龙江省东宁县的一条地方铁路。由滨绥铁路绥阳站出岔，向南至东宁县县城东宁站，正线长100公里。 
业主单位“东宁地铁公司”是黑龙江省铁路集团有限责任公司的权属子公司。

## 技术
有大桥12座、中桥7座、涵洞165座、隧道1座。

## 历史
原为日满时期建设的绥宁铁路。北起绥阳镇河西（绥西）与滨绥铁路接轨，南至东宁镇，全长91公里。1937年开始踏查、测量。1938年全面开工。1939年7月竣工通车。路基宽5.5米，轨距1.435米，有大型桥粱11座。每日由东宁至河西开行客、货车各1对。此后，由于日满与苏联因为诺门罕事件进入冰冻对峙期，以及东宁客货运量增多，改东宁为滨绥线终点站。东宁和哈尔滨每日开客运列车1对。绥芬河至绥阳改为支线。
当时设站：
| 站名           | 里程（km） |
| -------------- | ---------- |
| 绥西           | 0          |
| 河东           | 7.544      |
| 仙溪           | 12.104     |
| 紫阳           | 17.966     |
| 向岭           | 25.651     |
| 碧水           | 32.107     |
| 沙洞           | 38.95      |
| 和光           | 44.969     |
| 小池           | 50.004     |
| 道河           | 56.209     |
| 翠峰           | 63.602     |
| 洞庭           | 68.199     |
| 林川           | 74.227     |
| 赏月           | 76.239     |
| 肚北(老城子沟) | 82.025     |
| 暖泉           | 88.426     |
| 东宁           | 91.082     |

1940年12月建成通车的兴宁铁路南自图佳铁路的汪清县新兴站，北至绥宁线的肚北车站。全长216km。
1945年8月日本投降后，东宁县成立治安维持会后，招集原铁路员工恢复通车，由于缺乏技术人员，排除不了车辆故障而停止运行。1946年4月，苏联撤军时将国境中方一侧100公里内的兵营、铁路、通信设施破坏拆除，东宁铁路桥涵、隧道全部炸毁。
1948年成立绥阳森林工业局后，从1949年着手修建森林铁路，在沙洞设森林铁路管理处，建设使用的762mm森林铁路中，从八里坪至沙洞、沙洞至北道河系用原绥宁铁路路基，1950年通车。使用至1990年代。 
1984年，东宁县拟修复该铁路，组成筹建处着手测量，设计。1985年因经费没落实，省决定缓建，仍保留东宁地方铁路工程捐挥部机构，有职工6人。2000年复建，于2003年9月30日通车剪彩临运。